# 3-й отдельный гвардейский разведывательный артиллерийский дивизион
3-й отдельный гвардейский разведывательный артиллерийский Красносельский Краснознамённый дивизион Резерва Главного Командования — воинское формирование Вооружённых Сил СССР, принимавшее участие в Великой Отечественной войне.
Сокращённое наименование — 3-й огв.радн РГК.

## История
Преобразован из 788 отдельного разведывательного артиллерийского дивизиона 18 ноября 1942 года года в составе 55-й армии Ленинградского фронта.
В действующей армии с 18.11.1942 по 09.05.1945.
В ходе Великой Отечественной войны вёл артиллерийскую разведку в интересах артиллерии соединений  Ленинградского,2-го Белорусского и 1-го Белорусского фронтов.

## Состав
- Штаб
- Хозяйственная часть
- 1-я батарея звуковой разведки (1-я БЗР)
- 2-я батарея звуковой разведки (2-я БЗР)
- батарея топогеодезической разведки (БТР)
- взвод оптической разведки (ВЗОР)
- фотограмметрический взвод (ФГВ)
- хозяйственный взвод

## Подчинение
| Дата                 | Фронт                 | Армия                 | Корпус  | Дивизия | Бригада | Примечания |
| -------------------- | --------------------- | --------------------- | ------- | ------- | ------- | ---------- |
| 18.11.42 -22.12.43г. | Ленинградский фронт   | 55-я армия            | -       | -       | -       | -          |
| 23.12.43 -30.1.44г   | Ленинградский фронт   | 67-я армия            | -       | -       | -       | -          |
| 31.1-12.2 44г.       | Ленинградский фронт   | -                     | 3-й акп | -       | -       | -          |
| 12.2.-23.2.44г       | Ленинградский фронт   | 42-я армия            | -       | -       | -       | -          |
| 10.2-4.4.45г         | 2-й Белорусский фронт | 65-я армия 19-я армия | 3-й акп | -       | -       | -          |
| 16.4.-8.5.45г        | 1-й Белорусский фронт | 8-я гв. армия         | 3-й акп | -       | -       | -          |

## Командование дивизиона
Командир дивизиона
- гв. майор Андреев Дмитрий Тимофеевич(1942-1943гг.)
- гв. майор, гв. подполковник Уманец Павел Васильевич(1943-1945гг.)

Начальник штаба дивизиона
- гв. ст. лейтенант Кропта Яков Семенович(1942-1943гг.)
- гв. капитан Пинсон Абрам Исакович (1943гг.)
- гв. капитан Триадский Николай Иосифович(1944г.)
- гв. капитан Зикеев Николай Ильич(1944-1945гг.)

Заместитель командира дивизиона по политической части
- гв. капитан, гв. майор Левин Давид Иосифович

Помощник начальника штаба дивизиона
- гв. ст. лейтенант Триадский Николай Иосифович
- гв. ст. лейтенант Афанасьев Сергей Нестерович

Помощник командира дивизиона по снабжению
- гв. ст. лейтенант Шепляков Алексей Андреевич
- гв. капитан Могилевский Юрий Григорьевич

## Командиры подразделений дивизиона
Командир 1-й БЗР
- гв. капитан Зикеев Николай Ильич
- гв. ст. лейтенант Гнучев Павел Павлович

Командир 2-й БЗР
- гв. ст. лейтенант Богатов Александр Васильевич
- гв. ст. лейтенант Томасов Леонид Владимирович

Командир БТР
- гв. ст. лейтенант, гв. капитан Ширяев Василий Максимович

Командир ВЗОР
- гв. ст. лейтенант Гнучев Павел Павлович
- гв. ст. лейтенант Афанасьев Сергей Нестерович
- гв. ст. лейтенант Шабанов Сергей Яковлевич

Командир ФГВ
- гв. ст. лейтенант Брун Давид Исакович

## Награды и почётные наименования
| Награды и наименования               | дата          | за что получена |
| ------------------------------------ | ------------- | --- |
| Почётное звание «Гвардейский»        | 18.11.42 г.   | присвоено приказом Народного комиссара обороны СССР № 365 от 18 ноября 1942 года За проявленную отвагу в боях за Отечество с немецкими захватчиками, за стойкость, мужество, дисциплину и организованность, за героизм личного состава |
| Почетное наименование Красносельский | 21.01.1944 г. | присвоено приказом Верховного Главнокомандующего № 08 от 21 января 1944 года за отличие в боях с немецкими захватчиками за освобождение города Красное Село                                                                            |
| Орден Красного Знамени               | 22.03.1944 г. | награжден указом Президиума Верховного Совета СССР за образцовое выполнение боевых заданий командования на фронте борьбы с немецкими захватчиками и проявленные при этом мужество и доблесть.                                          |